# Low Roar (альбом)
| Оценки критиков | Оценки критиков |
| Источник        | Оценка          |
| --------------- | --------------- |
| PopMatters      | 6/10            |

Low Roar — дебютный альбом американо-исландского музыкального проекта Low Roar и его создателя Райана Каразия, выпущенный 1 ноября 2011 года. «Help Me», 8 трек альбома был использован в анимированном документальном фильме Побег. Песня «Patience», наряду со многими другими треками, была представлена в видеоигре Death Stranding.

## Музыка и стиль
Стиль альбома Low Roar может быть описан как пост-рок, эмбиент and фолк-рок. Основой для создания альбома послужил переезд музыканта и создателя альбома Райана Каразия в Исландию после распада его предыдущей группы Audrye Sessions.

## Запись и продакшн
После переезда из Калифорнии в Рейкьявик Райан Каразия документировал трудности, связанные со сложностями акклиматизации к климату Исландии, поиском работы и поддержкой семьи, записывая песни каждый день.
Альбом был записан на домашнем компьютере Райана на кухне в Рейкьявике за неимением денежных средств после переезда в Исландию.

## Список композиций
| №                   | Название                                         | Длительность |
| ------------------- | ------------------------------------------------ | ------------ |
| 1.                  | «Give Up»                                        | 3:06         |
| 2.                  | «Just a Habit»                                   | 3:27         |
| 3.                  | «Nobody Else»                                    | 4:57         |
| 4.                  | «Patience»                                       | 5:45         |
| 5.                  | «Low Roar»                                       | 2:13         |
| 6.                  | «Friends Make Garbage, Good Friends Take It Out» | 5:34         |
| 7.                  | «The Painter»                                    | 4:45         |
| 8.                  | «Help Me»                                        | 3:51         |
| 9.                  | «Rolling Over»                                   | 5:07         |
| 10.                 | «Puzzle»                                         | 3:18         |
| 11.                 | «Because We Have To»                             | 3:55         |
| 12.                 | «Tonight, Tonight, Tonight»                      | 7:56         |
| Общая длительность: | Общая длительность:                              | 53:37        |

| №                   | Название            | Длительность |
| ------------------- | ------------------- | ------------ |
| 13.                 | «No Words»          | 7:05         |
| Общая длительность: | Общая длительность: | 60:42        |